# Nhâm Thìn
Nhâm Thìn (chữ Hán: 壬辰) là kết hợp thứ 29 trong hệ thống đánh số Can Chi của người Á Đông. Nó được kết hợp từ thiên can Nhâm (Thủy dương) và địa chi Thìn (Rồng). Trong chu kỳ của lịch Trung Quốc, nó xuất hiện trước Quý Tỵ và sau Tân Mão.

## Các năm Nhâm Thìn
Giữa năm 1700 và 2200, những năm sau đây là năm Nhâm Thìn (lưu ý ngày được đưa ra được tính theo lịch Việt Nam, chưa được sử dụng trước năm 1967):
- 1712
- 1772
- 1832
- 1892
- 1952 (27 tháng 1, 1952 – 13 tháng 2, 1953)
- 2012 (23 tháng 1, 2012 – 9 tháng 2, 2013)
- 2024 (4 tháng 2, 2024 - 29 tháng 1, 2025)
- 2072 (19 tháng 2, 2072 – 6 tháng 2, 2073)
- 2132
- 2192